# Prossedi
Prossedi ist eine Gemeinde in der Provinz Latina in der italienischen Region Latium mit 1141 Einwohnern (Stand 31. Dezember 2023). Sie liegt 95 Kilometer südöstlich von Rom.

## Geographie
Prossedi liegt in den Monti Ausoni nördlich von Terracina.
Es ist Mitglied der Comunità Montana Monti Lepini e Ausoni.

## Geschichte
Prossedi gehörte im Laufe der Zeit verschiedenen Familien. Es waren von 1128 bis 1391 die Grafen von Ceccano, von 1425 bis 1534 die Conti, von 1544 bis 1726 die Massimo, von 1726 bis 1758 die Marchesi De Carolis und von 1758 bis 1911 die Fürsten Gabrielli. Seit dem Jahre 1932 führen die Massimo-Lancelotti den Fürstentitel.   

## Bevölkerung
| Jahr | Bevölkerung |
| ---- | ----------- |
| 1871 | 1805        |
| 1901 | 2245        |
| 1921 | 2471        |
| 1951 | 2539        |
| 1971 | 1487        |
| 1991 | 1302        |
| 2001 | 1248        |

## Politik
Angelo Pincivero wurde am 26. Mai 2019 zum neuen Bürgermeister gewählt und am 29. Mai bestätigt.

## Belege
1. ↑  Bilancio demografico e popolazione residente per sesso al 31 dicembre 2023. ISTAT. (Bevölkerungsstatistiken des Istituto Nazionale di Statistica, Stand 31. Dezember 2023).
2. ↑  ISTAT